# Charles Anderson-Pelham (3e comte de Yarborough)
Charles Anderson-Pelham, 3e comte de Yarborough (14 janvier 1835 - 6 février 1875), connu sous le nom de Lord Worsley de 1846 à 1852, est un pair britannique.

## Biographie
Il est le fils de Charles Anderson-Pelham, 2e comte de Yarborough, et de son épouse Maria Adelaide Maude. Il est élu à la Chambre des communes pour Great Grimsby en 1857, siège qu'il occupe jusqu'en 1862, date à laquelle il succède à son père au comté.
Lord Yarborough épouse Lady Victoria Alexandrina, fille de William Hare (2e comte de Listowel), en 1858. Il meurt en février 1875, âgé de 40 ans seulement, et est remplacé par son fils de quinze ans, Charles. Lady Yarborough se remarie plus tard avec John Maunsell Richardson. Leur domaine du sud de l'Angleterre est aux Cedars à Sunninghill dans le Berkshire.